# Quintuplets 2000
«Quintuplets 2000» (en España «Quíntuples 2000» y en Hispanoamérica «Quintillizas 2000») es el cuarto episodio de la cuarta temporada y el episodio número 52 de la serie animada South Park. El episodio se basa en el caso de Elián González y a las Quintillizas Dionne.

## Trama
Los McCormick, los Broflovski, los Cartman y los Marsh (a pesar de que el abuelo Marsh estaba en contra) van al "Cirque Du Cheville". Todos los actos les parecen aburridos a los niños (sobre todo a Cartman y a Stan), excepto el de las quíntuples de Rumanía. Después de ver cuanto dinero ganan en el circo, a Kyle se le ocurre formar su propio circo, pero primero Kenny debía aprender a cantar opera. Posteriormente los chicos tratan de ensayar en calzoncillos para posterior disgusto del abuelo Marsh considerando el circo algo homosexual.
Mientras tanto, las quíntuples se escapan del circo, porque su abuela no quiere que vuelvan a Rumanía, luego de una persecución en el estanque de Stark, las quíntuples y su abuela se ocultan en la casa de los Marsh. Mientras Kenny intenta aprender a través de cintas de audio de ópera de Andrea Bocelli y durante la noche, Marvin Marsh y la abuela de las quintillizas se reúnen y tienen relaciones sexuales.
Al día siguiente Randy descubre que la abuela de las quíntuples ha muerto de un infarto, él se lo cuenta a las quíntuples y Stan convence a sus padres de que se queden lo cual hace enojar al gobierno de Rumanía, que quiere que vuelvan al país. Por otro lado, Kenny toma clases de canto en una academia de South Park, y su maestro de canto al notar su potencial le dice que si quiere ser un buen cantante debe ir a Europa.
Mientras en la casa de los Marsh, el padre de las quíntuples aparece en el noticiero pidiendo que les devuelvan a sus hijas (claramente amenazado con un revolver en la cabeza), pero como Stan dice que ellas no quieren volver, los padres de Stan lo consideran, así que él, Kyle y Cartman, intentan convencer a las quíntuples de que Estados Unidos es mejor que Rumanía. Lejos de esto, Kenny se pone a cantar en distintos lugares para recaudar dinero para poder ir a Europa y lo logra, después se inscribe en una academia de opera de Rumanía, y resultó tener tanto talento que el y su madre deciden quedarse en Rumanía, ya que es un país pobre y ellos serían los únicos ricos.
En la casa de los Marsh, la gente se pone a protestar (quieren que las quíntuples se queden), pero el ejército les da a los Marsh hasta pascuas para que le entreguen las quíntuples a su padre. Cuando se venció el plazo, Janet Reno y unos policías entran por la fuerza a la casa de los Marsh, destruyéndola en el proceso y llevándose a las quíntuples. Stan logra convencer a los manifestantes de que se unan a su causa y todos van donde están las quíntuples, en donde empiezan una pelea contra los soldados.
Mientras tanto el padre de Kenny, aunque no se opone a lo que ha logrado su hijo, envía un mensaje por la televisión, pidiendo que le devuelvan a su hijo (porque el gobierno le ofreció un auto).
Casi al final las quíntuples detienen la pelea y les hacen saber a todos sus defectos: su padre que dice extrañarlas pero que las abandono hace 5 años; el gobierno de Rumanía aclara que no les interesa ellas, sino ridiculizar a Estados Unidos; los manifestantes que no tienen nada mejor que hacer que protestar por tonterías y los chicos, a quienes consideran los peores, porque no conocen Rumanía y ya dicen que es inferior a Estados Unidos y que lo hacen solo para que se queden en su circo. Posteriormente a eso ellas dicen que se irán al programa de Oprah Winfrey, porque para las quintillizas era la única que las entendía y se suben a su Limusina.
Mientras en Rumanía, la gente protesta porque Kenny se quede en Rumanía, pero el ejército entra a la fuerza a la nueva casa de Kenny y un soldado accidentalmente mata a Kenny.